# Kalanchoe rolandi-bonapartei
Kalanchoe rolandi-bonapartei là một loài thực vật có hoa trong họ Crassulaceae. Loài này được Raym.-Hamet & H. Perrier miêu tả khoa học đầu tiên năm 1912.